# James H. Berry
James Henderson Berry, född 15 maj 1841 i Jackson County, Alabama, död 30 januari 1913 i Bentonville, Arkansas, var en amerikansk demokratisk politiker. Han var den 14:e guvernören i delstaten Arkansas 1883–1885. Han representerade Arkansas i USA:s senat 20 mars 1885–3 mars 1907.

## Inbördeskriget
Berry deltog i amerikanska inbördeskriget i sydstatsarmén.

## Advokat
Som krigsinvalid studerade Berry juridik och inledde 1866 sin karriär som advokat i Arkansas. Han arbetade sedan som domare 1878–1882.

## Guvernör
Berry besegrade republikanen W.D. Slack i 1882 års guvernörsval i Arkansas. Som guvernör ville han att rättvisan skulle vara densamma oavsett ras. Berry hade en paternalistisk syn i rasfrågan; han trodde inte att de svartas rättigheter skulle förbättras som resultat av deras egen aktivism utan långsamt som resultat av utbildning.

## Senator
Berry kandiderade inte till omval som guvernör. Senator Augustus Hill Garland avgick 1885 för att tillträda som USA:s justitieminister. Berry tjänstgjorde till slutet av Garlands mandatperiod och omvaldes därefter tre gånger. Berry bestämde sig 1906 för att kandidera ännu en gång men han förlorade mot partikamraten och uttalade rasisten Jeff Davis.

## Gravplats
James Henderson Berrys grav finns på Knights of Pythias Cemetery i Bentonville.